# حوزه انتخابیه ششم کالیفرنیا
حوزه انتخابیه ششم کالیفرنیا یک حوزه انتخابیه مجلس نمایندگان آمریکا است که در ایالت کالیفرنیا قرار دارد.